# Per Brinch Hansen

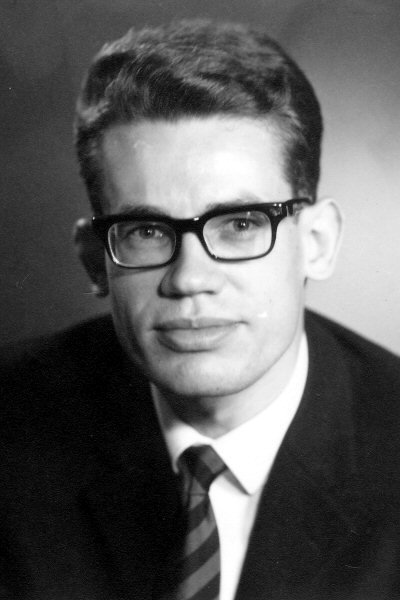
Brinch Hansen 1959

Per Brinch Hansen (* 13. November 1938 in Frederiksberg; † 31. Juli 2007) war ein dänischer Informatiker. Er gilt als Pionier der Entwicklung von Betriebssystemen und der Nebenläufigkeits-Programmierung (Concurrent Programming).

## Leben
Hansen studierte nach dem Abitur 1957 Elektrotechnik an Dänemarks Technischer Universität in Kopenhagen, wo er 1963 sein Diplom machte. Ab 1963 arbeitete er in der dänischen Computerfirma Regnecentralen, wo er unter Peter Naur zunächst an Compilern arbeitete (sie entwickelten unter anderem einen Cobol-Compiler für den Siemens-3003-Computer). Später entwickelte er dort den RC-4000-Minicomputer und dessen Betriebssystem (1969), in dem das Mikrokern-Konzept erstmals implementiert wurde. 1967 bis 1970 leitete er die Softwareentwicklung bei Regencentralen. 1970 ging er als Forscher an die Carnegie Mellon University. 1972 erfand er das Monitor-Konzept für das Concurrent Programming und entwickelte die erste Programmiersprache des Concurrent Programming, Concurrent Pascal (1975). Dafür erhielt er 1978 einen Doktor der Technischen Universität Dänemarks. Er benutzte Concurrent Pascal unter anderem zur Entwicklung von Betriebssystemen (wie das Solo System 1976). 1972 wurde er Associate Professor am Caltech und 1976 Professor an der University of Southern California. 1984 wurde er Professor an der Universität Kopenhagen und seit 1987 war er Professor an der Syracuse University. 1993 entwickelte er die Programmiersprache SuperPascal zur Entwicklung und Darstellung paralleler Algorithmen.

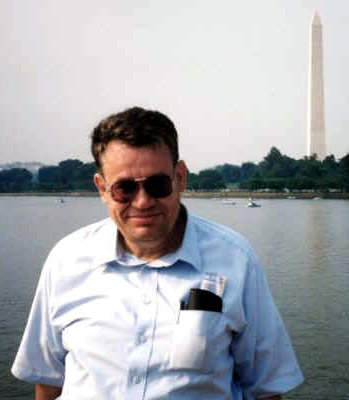
Brinch Hansen 1990

Von Brinch Hansen stammt die dänische Bezeichnung Datamat für Computer. 1999 kritisierte er die Parallelprogrammierungskonzepte, die in Java implementiert wurden.
Brinch Hansen war seit 1985 Fellow des IEEE, deren Computer Pioneer Award er 2002 erhielt.

## Schriften
- Operating System Principles. Prentice Hall 1973
- The Architecture of Concurrent Programs. Prentice Hall 1977
- Brinch Hansen on Pascal Compilers, Prentice Hall 1985